# 세리에 A 1996-97
세리에 A 1996-97은 세리에 A의 65번째 시즌이다. 이번 시즌은 1996년 9월 8일에 시작하여 1997년 6월 1일에 종료되었고, 18개 팀이 참가하기 시작한 1988-89시즌부터 10번째 대회이다.
우승 팀은 UEFA 챔피언스리그 조별리그로 직행하고, 준우승 팀은 예선전을 거치게 된다. 3, 4, 5, 6위로 시즌을 마친 팀에게 UEFA 컵 진출권을, 코파 이탈리아 우승팀에게 UEFA 컵위너스컵 진출권이 주어진다. 만약 UEFA 컵 진출권에 있는 구단이 코파 이탈리아에서 우승하여 위너스컵 진출권을 갖게되면 7위 팀이 UEFA 컵에 진출한다. 그리고 하위 4개 팀은 세리에 B로 강등된다.

## 배경
보스만 판결은 유럽 축구 구단에게 무제한의 EU선수들을 보유할 수 있는 기회를 주었고, 이로 인해 라바넬리와 비알리 같은 선수들이 거액의 이적료를 받으며 잉글랜드 등으로 이적했다. 로이 호지슨의 인테르는 파리 생제르맹에서 프랑스 미드필더 유리 조르카에프, 레알 마드리드에서 칠레 공격수 이반 사모라노, 라치오에서 네덜란드 미드필더 아론 빈터르를 영입했다. 보르도에서 지네딘 지단을 영입한 유벤투스는 아탈란타에서 파올로 몬테로를 영입하고, 크리스티안 비에리와 니콜라 아모루소와 같은 젊은 선수를 데려온다. 새 감독 오스카르 타바레스와 시즌을 시작한 밀란은 12월에 감독을 아리고 사키로 바꿨고, 엣하르 다비츠와 미하얼 레이지허르를 영입했다. 삼프도리아는 보카 주니어스에서 미드필더 베론을, 제노아에서 공격수 빈첸초 몬텔라를 영입한다. 알베르토 차케로니에 의해 변화된 우디네세는 포지-아모로수-비어호프의 강력한 삼각편대를 갖추게 된다. 카를로 안첼로티에게 지휘봉을 맡긴 파르마는 릴리안 튀랑, 엔리코 키에사와 에르난 크레스포를 영입했다. 즈데넥 제만의 라치오는 체코의 파벨 네드베트와 바리의 공격수 이고르 프로티로 전력을 보강했다. 피아첸차는 다수의 외국인 선수의 유입에 팀 전원을 이탈리아 선수로 구성하는 것으로 응수했다. 로마는 베로나로부터 전도유망한 미드필더 다미아노 톰마시를 영입했다.
이번 시즌에 적용되는 새 규정은 이전의 기준에서 2명 늘어단 7명의 교체 선수를 벤치에 앉힐 수 있도록 바뀌었다.

## 구단
| 팀               | 홈 도시      | 경기장                   | 1995-96 시즌    |
| ---------------- | ------------ | ------------------------ | --------------- |
| 나폴리           | 나폴리       | 산 파올로                | 12위 (세리에 A) |
| 라치오           | 로마         | 올림피코                 | 3위 (세리에 A)  |
| 레자나           | 레조에밀리아 | 지글리오                 | 3위 (세리에 B)  |
| 로마             | 로마         | 올림피코                 | 5위 (세리에 A)  |
| 밀란             | 밀라노       | 주세페 메아차            | 우승 (세리에 A) |
| 베로나           | 베로나       | 마르칸토니오 벤테고디    | 2위 (세리에 B)  |
| 볼로냐           | 볼로냐       | 레나토 달라라            | 1위 (세리에 B)  |
| 비첸차           | 비첸차       | 로메오 멘티              | 9위 (세리에 A)  |
| 삼프도리아       | 제노아       | 루이지 페라리스          | 8위 (세리에 A)  |
| 아탈란타         | 베르가모     | 아틀레티 아주리 디탈리아 | 13위 (세리에 A) |
| 우디네세         | 우디네       | 프리울리                 | 11위 (세리에 A) |
| 유벤투스         | 토리노       | 델레 알피                | 2위 (세리에 A)  |
| 인테르나치오날레 | 밀라노       | 주세페 메아차            | 7위 (세리에 A)  |
| 칼리아리         | 칼리아리     | 산텔라                   | 10위 (세리에 A) |
| 파르마           | 파르마       | 엔니오 타르디니          | 6위 (세리에 A)  |
| 페루자           | 페루자       | 레나토 쿠리              | 3위 (세리에 B)  |
| 피아첸차         | 피아첸차     | 레오나르도 가릴리        | 14위 (세리에 A) |
| 피오렌티나       | 피렌체       | 아르테미오 프란키        | 4위 (세리에 A)  |

## 순위
| 순위 | 팀               | 경기 | 승 | 무 | 패 | 득 | 실 | 차  | 승점 | 참가 자격 및 강등                    |
| ---- | ---------------- | ---- | -- | -- | -- | -- | -- | --- | ---- | ------------------------------------ |
| 1    | 유벤투스 (C)     | 34   | 17 | 14 | 3  | 51 | 24 | +27 | 65   | UEFA 챔피언스리그 1997-98 조별 리그  |
| 2    | 파르마           | 34   | 18 | 9  | 7  | 41 | 26 | +15 | 63   | UEFA 챔피언스리그 1997-98 2차 예선전 |
| 3    | 인테르나치오날레 | 34   | 15 | 14 | 5  | 51 | 35 | +16 | 59   | UEFA컵 1997-98 1회전                 |
| 4    | 라치오           | 34   | 15 | 10 | 9  | 54 | 37 | +17 | 55   | UEFA컵 1997-98 1회전                 |
| 5    | 우디네세         | 34   | 15 | 9  | 10 | 53 | 41 | +12 | 54   | UEFA컵 1997-98 1회전                 |
| 6    | 삼프도리아       | 34   | 14 | 11 | 9  | 60 | 46 | +14 | 53   | UEFA컵 1997-98 1회전                 |
| 7    | 볼로냐           | 34   | 13 | 10 | 11 | 50 | 44 | +6  | 49   |                                      |
| 8    | L.R. 비첸차      | 34   | 12 | 11 | 11 | 43 | 38 | +5  | 471  | UEFA 컵위너스컵 1997-98 1회전        |
| 9    | 피오렌티나       | 34   | 10 | 15 | 9  | 46 | 41 | +5  | 45   |                                      |
| 10   | 아탈란타         | 34   | 11 | 11 | 12 | 44 | 46 | -2  | 44   |                                      |
| 11   | 밀란             | 34   | 11 | 10 | 13 | 43 | 45 | -2  | 43   |                                      |
| 12   | 로마             | 34   | 10 | 11 | 13 | 46 | 47 | -1  | 41   |                                      |
| 13   | 나폴리           | 34   | 9  | 14 | 11 | 38 | 45 | -7  | 41   |                                      |
| 14   | 피아첸차         | 34   | 9  | 10 | 15 | 31 | 48 | -17 | 372  |                                      |
| 15   | 칼리아리 (R)     | 34   | 9  | 10 | 15 | 45 | 55 | -10 | 372  | 세리에 B로 강등                      |
| 16   | 페루자 (R)       | 34   | 10 | 7  | 17 | 48 | 62 | -14 | 373  | 세리에 B로 강등                      |
| 17   | 베로나 (R)       | 34   | 6  | 9  | 19 | 38 | 64 | -26 | 27   | 세리에 B로 강등                      |
| 18   | 레자나 (R)       | 34   | 2  | 13 | 19 | 28 | 67 | -39 | 19   | 세리에 B로 강등                      |

* 출처 : 세리에 A 홈페이지
* 순위 결정방식 : 
1) 승점; 2) 골 득실차; 3) 득점 수.
1 비첸차는 코파 이탈리아 1996-97 우승팀 자격으로 UEFA 컵위너스컵에 진출했다.
2 피아첸차와 칼리아리는 강등 여부를 놓고 플레이 아웃을 가졌다.
3 페루자는 클라시피카 아불사 방법으로 피아첸차, 칼리아리보다 먼저 일찌감치 강등을 확정지었다.
* (C) = 우승; (R) = 강등; (P) = 승격; (O) = 플레이오프 승리; (A) = 다음 라운드 진출 
* 시즌이 끝나지 않은 경우만 사용되는 표시: 
(Q) = 대항전 진출 자격이 됨; (TQ) = 대항전 진출 자격이 됐으나 진출할 라운드가 정해지지 않음; (RQ) = 강등 결정전 진출 자격이 됨; (DQ) = 대항전 진출 자격을 잃음.

## 결과
| 원정홈           | NAP | LAZ | INT | ROM | MIL | VER | BOL | VIC | SAM | ATA | UDI | JUV | INT | CAG | PAR | PER | PIA | FIO |
| 나폴리           |     | 1–0 | 1–0 | 1–0 | 0–0 | 1–0 | 3–2 | 1–0 | 1–1 | 0–1 | 1–1 | 0–0 | 1–2 | 1–1 | 2–1 | 4–2 | 1–1 | 2–2 |
| 라치오           | 3–2 |     | 6–1 | 0–0 | 3–0 | 4–1 | 1–2 | 0–2 | 1–1 | 3–2 | 0–1 | 0–2 | 2–2 | 2–1 | 2–1 | 4–1 | 2–0 | 1–0 |
| 레자나           | 1–1 | 0–2 |     | 1–1 | 0–3 | 2–2 | 1–3 | 0–0 | 1–1 | 0–3 | 0–0 | 1–1 | 1–1 | 0–3 | 0–0 | 1–4 | 0–0 | 0–0 |
| 로마             | 1–0 | 1–1 | 2–2 |     | 3–0 | 4–3 | 1–1 | 2–0 | 1–4 | 0–2 | 0–3 | 1–1 | 1–1 | 3–1 | 0–1 | 4–1 | 3–1 | 3–3 |
| 밀란             | 3–1 | 2–2 | 3–1 | 1–1 |     | 4–1 | 2–0 | 1–0 | 2–3 | 1–1 | 2–1 | 1–6 | 1–1 | 0–1 | 0–1 | 3–0 | 0–0 | 2–0 |
| 베로나           | 2–0 | 1–1 | 2–4 | 2–1 | 3–1 |     | 0–2 | 2–2 | 1–1 | 1–1 | 3–2 | 0–2 | 0–1 | 2–2 | 1–2 | 2–0 | 0–0 | 2–1 |
| 볼로냐           | 2–1 | 1–0 | 3–2 | 3–2 | 1–2 | 6–1 |     | 0–0 | 2–1 | 3–1 | 0–0 | 0–1 | 2–2 | 3–0 | 0–1 | 0–0 | 1–1 | 0–2 |
| L.R. 비첸차      | 2–2 | 0–2 | 2–0 | 0–2 | 2–0 | 0–0 | 2–0 |     | 1–1 | 4–1 | 2–0 | 2–1 | 1–1 | 2–0 | 1–1 | 4–1 | 1–1 | 3–2 |
| 삼프도리아       | 0–1 | 1–0 | 3–0 | 1–2 | 2–1 | 0–0 | 1–2 | 2–1 |     | 2–0 | 4–0 | 0–1 | 1–2 | 4–1 | 1–1 | 5–2 | 3–0 | 1–1 |
| 아탈란타         | 2–2 | 2–1 | 1–0 | 0–4 | 0–2 | 1–0 | 1–1 | 3–1 | 4–0 |     | 1–0 | 1–1 | 1–1 | 4–1 | 1–2 | 2–2 | 4–0 | 2–2 |
| 우디네세         | 2–2 | 2–3 | 2–1 | 1–0 | 1–1 | 3–0 | 2–2 | 1–1 | 4–5 | 2–0 |     | 1–4 | 0–1 | 1–0 | 3–1 | 2–1 | 4–0 | 2–0 |
| 유벤투스         | 1–1 | 2–2 | 3–1 | 3–0 | 0–0 | 3–2 | 1–0 | 2–0 | 0–0 | 0–0 | 0–3 |     | 2–0 | 2–1 | 1–1 | 2–1 | 4–1 | 1–0 |
| 인테르나치오날레 | 3–2 | 1–1 | 3–1 | 3–1 | 3–1 | 2–1 | 0–2 | 0–1 | 3–4 | 2–0 | 1–1 | 0–0 |     | 2–2 | 3–1 | 1–0 | 2–0 | 2–2 |
| 칼리아리         | 1–1 | 0–0 | 1–1 | 2–1 | 1–1 | 3–2 | 2–2 | 2–1 | 3–4 | 2–0 | 1–2 | 0–0 | 1–2 |     | 0–1 | 2–1 | 1–0 | 4–1 |
| 파르마           | 3–0 | 2–0 | 3–2 | 0–0 | 1–1 | 1–0 | 1–0 | 3–0 | 3–0 | 0–0 | 0–2 | 1–0 | 1–0 | 3–2 |     | 1–2 | 1–0 | 0–0 |
| 페루자           | 1–1 | 1–2 | 1–3 | 2–0 | 1–0 | 3–1 | 5–1 | 1–1 | 1–0 | 3–1 | 2–1 | 1–2 | 0–0 | 3–2 | 1–2 |     | 1–1 | 1–1 |
| 피아첸차         | 1–0 | 1–3 | 3–0 | 0–0 | 3–2 | 2–0 | 1–1 | 1–0 | 2–2 | 3–1 | 0–0 | 1–1 | 0–3 | 1–1 | 0–0 | 2–1 |     | 1–1 |
| 피오렌티나       | 3–0 | 0–0 | 3–0 | 2–1 | 1–0 | 2–0 | 3–2 | 2–4 | 1–1 | 0–0 | 2–3 | 1–1 | 0–0 | 2–0 | 1–0 | 4–1 | 1–1 |     |

출처: lega-calcio.it
색상: 파랑 = 홈팀 승; 노랑 = 무승부; 빨강 = 원정 팀 승.
아직 치러지지 않은 경기 중 a표시는 그에 대한 문서가 있다는 것을 표시함.

## 순위 결정전
| 팀 1     | 결과  | 팀 2     |
| -------- | ----- | -------- |
| 피아첸차 | 3 - 1 | 칼리아리 |

두 팀은 세리에 A 잔류와 세리에 B 강등을 확정짓는 14위 결정전(플레이 아웃)이 1997년 6월 5일에 나폴리에서 열렸다.
이 경기의 결과로 칼리아리 칼초의 세리에 B 강등이 결정됐다.

## 득점 순위
|  | 득점 | 페널티 슛 | 선수명                | 소속팀                   |
|  | ---- | --------- | --------------------- | ------------------------ |
|  | 24   | 6         | 필리포 인차기         | 아탈란타                 |
|  | 22   | 4         | 빈첸초 몬텔라         | 삼프도리아               |
|  | 17   | 5         | 아벨 발보             | 로마                     |
|  | 16   | 3         | 산드로 토발리에리     | 레자나 (4) 칼리아리 (12) |
|  | 15   | 4         | 주세페 시뇨리         | 라치오                   |
|  |      | -         | 마르코 네그리         | 페루자                   |
|  |      | -         | 로베르토 만치니       | 삼프도리아               |
|  | 14   | 5         | 유리 조르카에프       | 인테르나치오날레         |
|  |      | 1         | 엔리코 키에사         | 파르마                   |
|  |      | 3         | 파스콸레 루이소       | 피아첸차                 |
|  | 13   | -         | 조지 웨아             | 밀란                     |
|  |      | 1         | 올리버 비어호프       | 우디네세                 |
|  |      | 1         | 파올로 포지           | 우디네세                 |
|  |      | 4         | 마르셀로 오테로       | L.R. 비첸차              |
|  | 12   | 2         | 가브리엘 바티스투타   | 피오렌티나               |
|  |      | -         | 에르난 크레스포       | 파르마                   |
|  |      | 3         | 마르시우 아모로수     | 우디네세                 |
|  |      | 1         | 필리포 마니에로       | 베로나                   |
|  | 11   | 4         | 이고리 콜리바노프     | 볼로냐                   |
|  |      | -         | 안셀모 로비아티       | 피오렌티나               |
|  |      | -         | 마우리치오 간츠       | 인테르나치오날레         |
|  | 10   | -         | 로베르토 무치         | 칼리아리                 |
|  | 9    | -         | 알프레도 알리에티     | 나폴리                   |
|  |      | -         | 루이스 올리베이라     | 피오렌티나               |
|  | 8    | -         | 셴네트 안데르손       | 볼로냐                   |
|  |      | 4         | 알레산드로 델 피에로  | 유벤투스                 |
|  |      | 1         | 미켈레 파도바노       | 유벤투스                 |
|  |      | -         | 크리스티안 비에리     | 유벤투스                 |
|  |      | 7         | 데메트리오 알베르티니 | 밀란                     |
|  |      | -         | 피에를루이지 카시라기 | 라치오                   |
|  |      |           |                       |                          |